# Призивања
Призивања: Српски дувачки инструменти је први албум традиционалног свирача Дарка Мацуре. У облику аудио касете објавила га је београдска кућа „Биљег - балканско и словенско издаваштво“, 1994. године.

## Списак песама
Скраћенице: Т - Традиционална, М - Мацура
А страна
1. Проблејало младо јагње (песма) и Катанка – ерске гајде (Т)
2. Да вам препоручим једну цуру младу (песма) и Фицко – банатске гајде (Т)
3. Свадбарска свирка и чачак – јужноморавске гајде (М/Т)
4. Овчарски – сјеничко-пештерске гајде (М)
5. Ој, свијетла мајска зоро – два пара црногорских дипала (Т, песма, аудио монтажа)
6. Велебитом – жегарске дипле с мехом (М)
7. Вучарска свирка – жегарске дипле с мехом (Т)
8. Балун – истовремена свирка на две сопиле (Т)
9. Балун – шурле (Т)

Б страна
1. Призивања и Коло себра – диаулос (М)
2. Рабаџијски и Рибашевка – србијанске двојнице (Т)
3. По чобански и коло из Крупе – крајишке двојнице / свирале (М)
4. Свирка за спас – велика фрула / дудук (М)
5. Уз молитву – велика фрула / дудук, са грленим тоновима (М)
6. Тамо далеко – велика фрула / дудук (Т, песма)
7. Тамо далеко – штимована фрула (Т, песма)
8. Ој, Мораво, моје село равно – фрула (Т, песма)
9. Дунавом за моруном – велика окарина (М)
10. Скомрашка игра – окарина (М/Т)
11. Љељо, Љељо – дечија окарина (Т)
12. Пастирско надигравање – крајишка фрула / свирала / ћурлика (М)
13. По Балкану – рог (М/Т)
14. Свирка предака – шупељка (М/Т)
15. Морлачки зов – жир (М)

## Подаци о издању и продуцентском тиму
- Издавач: Биљег – Балканско и словенско издаваштво, Београд, 1994 (АК-002)
- Продукција: Дарко Мацура
- Сниматељ: Горан Живковић
- Снимано у студију Академија, Београд, април 1994
- Фотографије: Милинко Стефановић
- Дизајн: Бобан Кнежевић
- Рецензент: Сања Радиновић
- Директор: Милинко Стефановић
- Уредник: Зоран Стефановић

## Стручна рецепција
Једну од вредности звучног материјала са ове касете представља редослед нумера, конципиран тако да засебно прикаже две највеће породице народних дувачких инструмената, и то од најсложенијих (трогласне гајде) до најједноставнијих (жир). Прву групу чине инструменти кларинетског типа (гајде, дипле, сурле, диаулос) и сопиле као једини представник фамилије обоа, а другу лабијалне свирале (двојнице, фрула, окарина, рог, шупељка и жир). Пажљивом слушаоцу неће промаћи ни истовремена(!) свирка на две сопиле (А/8), при којој мелодијске деонице звуче потпуно независно, тј. као да их изводе два свирача, што је реткост у традиционалној народној пракси и несумњиво својеврстан врхунац извођачког мајсторства Д. Мацуре.— Сања Радиновић, доктор етномузикологије (1994)